# Ramon Botet Pallarès
Ramon Botet Pallarès (Barcelona, 1908 - Reus, 1991) va ser un enginyer industrial català.
Formava part del grup de "savis" de Reus o «mestres paperinaires», que estava format per ell, Josep Maria Gort Sardà, Francesc Martí Queixalós, Francesc Sabater Lasheras, Francesc Salvat "Jurigú", i altres, que es dedicaren des del 1950 al 1970 a agitar socialment i culturalment els reusencs amb propostes surrealistes. Un dels actes d'agitació humorística més coneguts va ser el llançament de l'Spetek el 1957, l'any en què els soviètics van enlairar l'Spútnik, i que comportava una desfilada per la ciutat arrossegant un coet de cartó ple de pirotècnia, facècia que es repetí diversos anys consecutius amb gran concurrència de gent. També van organitzar concursos de poesia ràpida, on s'havia d'escriure un poema sobre un tema donat en mitja hora, i on el jurat també hi podia participar. Segons Josep Olesti, que va fer un interessant Diccionari biogràfic de reusencs, Ramon Botet era entès en moltes matèries i un excel·lent conferenciant, poeta, músic i notable actor teatral. Va col·laborar a la premsa de la postguerra, sobretot al Diario Español, i també a La Vanguardia. Va publicar un opuscle: Qué es la radiestesia (1978), amb un cert èxit. Va ser professor a l'Escola del Treball de Reus i era membre del cos tècnic de la delegació d'Indústria provincial i del cos d'examinadors de permís de conduir. Havia fet estudis sobre el transvasament de l'aigua de l'Ebre fins a Reus.